# Osiel Cárdenas Guillén
Osiel Cárdenas Guillén (Heroica Matamoros, Tamaulipas, México, 18 de mayo de 1967) es un exnarcotraficante exlíder del Cártel del Golfo. Tras su captura, se le dieron dos opciones: refugiarse en Estados Unidos a cambio de información o ser recluido en una cárcel estadounidense. Cárdenas cuenta con numerosos alias, entre ellos: «El Loco», «El Patrón», «Padrino», «Memo», «El Viejón» y«El Mata Amigos» , apodo que adquirió luego de asesinar a su amigo y entonces jefe del Cártel del Golfo, Salvador Gómez Herrera, en 1998, a fin de obtener el control de esa organización delictiva.

## Primeros años y trayectoria criminal
Nació el 18 de mayo de 1967 en Matamoros, Tamaulipas (México). Hijo de una familia humilde, a los 14 años se fue a vivir a casa de su hermana Lilia, y desempeñó diversos trabajos tales como ayudante de mecánico, mesero y empleado de una fábrica maquiladora.
Terminó la educación secundaria, y a los 19 años se casó con Celia Salinas Aguilar, entonces empleada de una fábrica. Ambos se mudaron a uno de los talleres mecánicos donde trabajaba Cárdenas Guillén, quien comenzaba a vender cocaína.
En 1989 fue detenido en Matamoros por los delitos de homicidio, abuso de confianza y daños a propiedad ajena. Pasó una noche en la cárcel y salió bajo fianza. Un año después, el 7 de marzo, regresó a prisión por los delitos de amenazas y lesiones. Fue puesto en libertad el mismo día, bajo caución.
En 1992, a la edad de 24 años, fue detenido en Brownsville, Texas al encontrársele dos kilos de cocaína, por lo que en 1993 fue sentenciado a 63 meses de cárcel. El 2 de enero de 1994 regresó a México en un intercambio de reos entre las autoridades de México y las de Estados Unidos para terminar obteniendo su preliberación el 13 de abril de 1995, cuando entonces consolidó sus contactos en Colombia.

## Cártel del Golfo
Tras la captura de Juan García Abrego, quien fuera recluido en un penal de Houston, Texas, el 14 de enero de 1996, así como el asesinato de Chava Gómez, Cárdenas Guillén se convirtió en el líder del Cártel del Golfo en 1998. Simultáneamente, entra en contacto con Los Zetas, quienes operarían como sicarios del cártel.
Un tiempo fue amigo de Gabriel Tyei González, otro narcotraficante que se haría famoso gracias a este, pero por diferencias se separaron.
En cuatro años logró reactivar al cártel hasta convertirse en uno de los hombres más buscados por la PGR en México y las agencias norteamericanas, quienes ofrecieron una recompensa de 2 millones de dólares, luego de que en junio de 1999 amenazara de muerte a un miembro del Servicio de Aduanas estadounidense y en noviembre de 1999 hiciera lo mismo con un agente de la DEA y otro del FBI. El cártel del Golfo opera en los estados de Tamaulipas, Nuevo León, Veracruz, Tabasco, San Luis Potosí, Campeche, Yucatán, Quintana Roo, Zacatecas, Aguascalientes, Jalisco y Ciudad de México. Los operadores de Osiel Cárdenas redoblaron sus alianzas con cárteles colombianos desde 1999, año en el que comenzaron a recibir numerosos cargamentos de cocaína procedentes de Sudamérica, los cuales son trasladados todavía desde Coatzacoalcos hacia Nuevo Laredo y Matamoros por vía terrestre.

## Captura y extradición

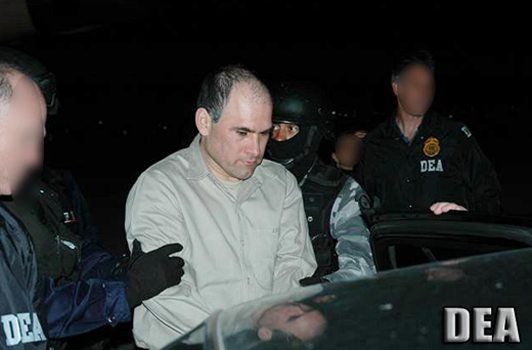
Osiel Cárdenas durante su extradición

El 14 de marzo de 2003 elementos del Ejército Mexicano y de la PGR capturaron a Osiel Cárdenas, Osiel se sentía seguro en Tamaulipas, pero el desacato de un joven mando en Tamaulipas de la PGR de apellido Díaz y con apoyo del gobierno estadounidense complementaron la captura de Osiel  en Matamoros, Tamaulipas. El 21 de marzo se le dictó auto de formal prisión por los delitos de delincuencia organizada y daños contra la salud, en diversas modalidades. A partir de entonces permaneció en el penal de máxima seguridad de la Palma (hoy Altiplano), ubicado en Almoloya (Estado de México), desde donde continuó ejerciendo como cabeza del cártel.
El 7 de marzo de 2005 el gobierno mexicano concedió a Estados Unidos la extradición de Osiel Cárdenas. Sin embargo, la entrega del capo a las autoridades estadounidenses no fue inmediata, ya que Cárdenas Guillén debía enfrentar antes una serie de procesos en México. Tras estos y luego de haber agotado todas las instancias de amparo, el jefe del cártel del Golfo fue finalmente extraditado el 19 de enero de 2007 a los Estados Unidos, donde enfrentó 19 cargos en una corte de Houston, Texas. Su juicio fue programado para septiembre del 2009.

## Sentencia
En 2010, durante su juicio, se declaró culpable de un cargo por narcotráfico, uno por lavado de dinero y tres por extorsión a agentes federales de Estados Unidos, a cambio le fueron retirados otros doce cargos por narcotráfico. Se le dio una sentencia de 25 años de prisión y una multa de 50 millones de dólares. Fue encarcelado en USP Terre Haute y su liberación se programó para el 30 de agosto de 2024. Fue liberado pero estaba bajo la custodia del Servicio de Inmigración y Control de Aduanas de Estados Unidos, el 16 de diciembre del 2024 fue deportado a México y está actualmente detenido para enfrentar cargos por los delitos cometidos en el país.